# Prometheus och Ahasverus
"Prometeus och Ahasverus" (alternativt "Prometheus och Ahasverus") är en långdikt av Viktor Rydberg, som publicerades i hans diktsamling Dikter (1882). I dikten beskriver Rydberg enligt Magnus Nilsson en estetisk idealism, men ger också uttryck för en idealistisk estetik. Den räknas till en av hans idédikter, jämte "Den nya Grottesången" och "Jubelfestkantaten".
Lars Forssell skriver i en utgåva av Viktor Rydbergs dikter av Svenska Akademien att dikten påminner honom om Robert Brownings The Ring and the Book, liksom att den för tanken till T.S. Eliots senare Det öde landet.

## Handling
I dikten kontrasteras Prometheus mot Ahasverus, där Prometheus som upprorsman och rättsförkämpe talar för trotset mot tidens makter, medan Ahasverus å andra sidan förkunnar "resignationens evangelium". Dialektiken mellan den hellenska och den orientaliska världsåskådningen – ett begreppspar som Viktor Rydberg introducerat i Den siste athenaren, och där den hellenska åskådningen är liberal-progressiv medan den orientaliska är konservativ – återkommer genom Prometheus och Ahasverus i dikten, där Prometheus företrädesvis förespråkar den hellenska medan Ahasverus förespråkar den orientaliska åskådningen. Mot diktens slut uppenbarar sig dock Kristus, som bortom Prometheus hat och Ahasverus underkastelse visar på kärleken som en tredje möjlighet. På så vis handlar dikten om motsättningen mellan trots och resignation, i såväl liv som politik.

## Prometheus-motivet
I dikten används Prometheus-motivet, som var centralt hos både Rydberg. Han hämtade det sannolikt från Friedrich Albert Lange och dennes Dig Arbeiterfrage från 1874. Senare hämtade många av de tidiga arbetarförfattarna motivet från Rydberg, även om de ändrade motivets innebörd. En stor skillnad var att Rydbergs Prometheus-motiv var religiöst präglad, medan det hos många av arbetarförfattarna snarare var anti-religiöst.
Motivet hos Rydberg symboliserade vetenskaplig, teknisk utveckling såväl som ett idealistiskt bildnings- och förädlingsbegrepp. Det symboliserade samtidigt också en bild av en trotsig föregångsman. För Hjalmar Branting, som inspirerades av motivet, symboliserade det striden mellan "själviskhetens och den vilda tillvarelsekampens lagar å ena sidan, och å den andra kärlekens och rättens högre bud." I en serie artiklar i Social-Demokraten invände Branting dock mot Rydbergs användning av motivet.